# Ипатий (архимандрит)
Ипатий (1780 — ок. 1850) — архимандрит Русской православной церкви.

## Биография
Родился в 1780 году. По окончании курса обучения в Киево-Могилянской духовной академии был рукоположен в диакона, а через два года в священника. 
С 1813 по 1831 год, состоя «учителем оспопрививания», он сделал прививки от оспы более 20 тысячам детей. За это Высочайше был удостоен денежной награды, произведен в протоиереи и от Императорского человеколюбивого общества получил золотую медаль.
С 1828 года, по увольнении из епархиальной службы, состоял экономом Курской духовной семинарии, затем Курского архиерейского дома; 21 ноября 1831 года принял монашество.
В 1833 году Ипатий был назначен строителем в Знаменский монастырь в Обоянском уезде, с производством в игумены. В 1834 году посвящен во архимандрита Белоградского Николаевского монастыря; затем переведен снова в Обоянский, а в 1840 году в Путивльский Молчанский (Молченский) монастырь.
В 1849 году отец Ипатий, по собственному прошению, за слабостью здоровья, был освобождён от обязанностей настоятеля и вскоре скончался.